# فرانسوا دوفال (سياسي)
فرانسوا دوفال (بالفرنسية: François Duval)‏ هو كاتب عدل وسياسي فرنسي، ولد في 10 أغسطس 1903 في فرنسا، وتوفي في 28 يونيو 1984 في مارتينيك في فرنسا. حزبياً، نشط في التجمع من أجل الجمهورية واتحاد الديمقراطيين من أجل الجمهورية وFrench Section of the Workers' International ‏.

## مناصب
- انتخب رئيس المجلس العام  [لغات أخرى]‏ general council of Martinique  [لغات أخرى]‏ (1964 – 1970).
- انتخب رئيس المجلس العام  [لغات أخرى]‏ general council of Martinique  [لغات أخرى]‏ (1948 – 1953).
- انتخب عضو المجلس العام  [لغات أخرى]‏ مارتينيك عن دائرة  (1958 – 1976).
- انتخب عضو المجلس العام  [لغات أخرى]‏ مارتينيك عن دائرة Canton of Case-Pilote-Bellefontaine [الإنجليزية]‏ (1951 – 1958).
- انتخب عضو المجلس العام  [لغات أخرى]‏ مارتينيك عن دائرة  (1949 – 1951).
- انتخب عضو المجلس العام  [لغات أخرى]‏ مارتينيك عن دائرة Canton of Saint-Esprit [الإنجليزية]‏ (1945 – 1949).
- انتخب عضو مجلس الشيوخ الفرنسي عن دائرة مارتينيك وقد انضم خلال فترته النيابية  (22 سبتمبر 1968 – 2 أكتوبر 1977) للكتلة البرلمانية .
- انتخب رئيس بلدية [الإنجليزية]‏ Le François [الإنجليزية]‏ (1956 – 1971).